# 902

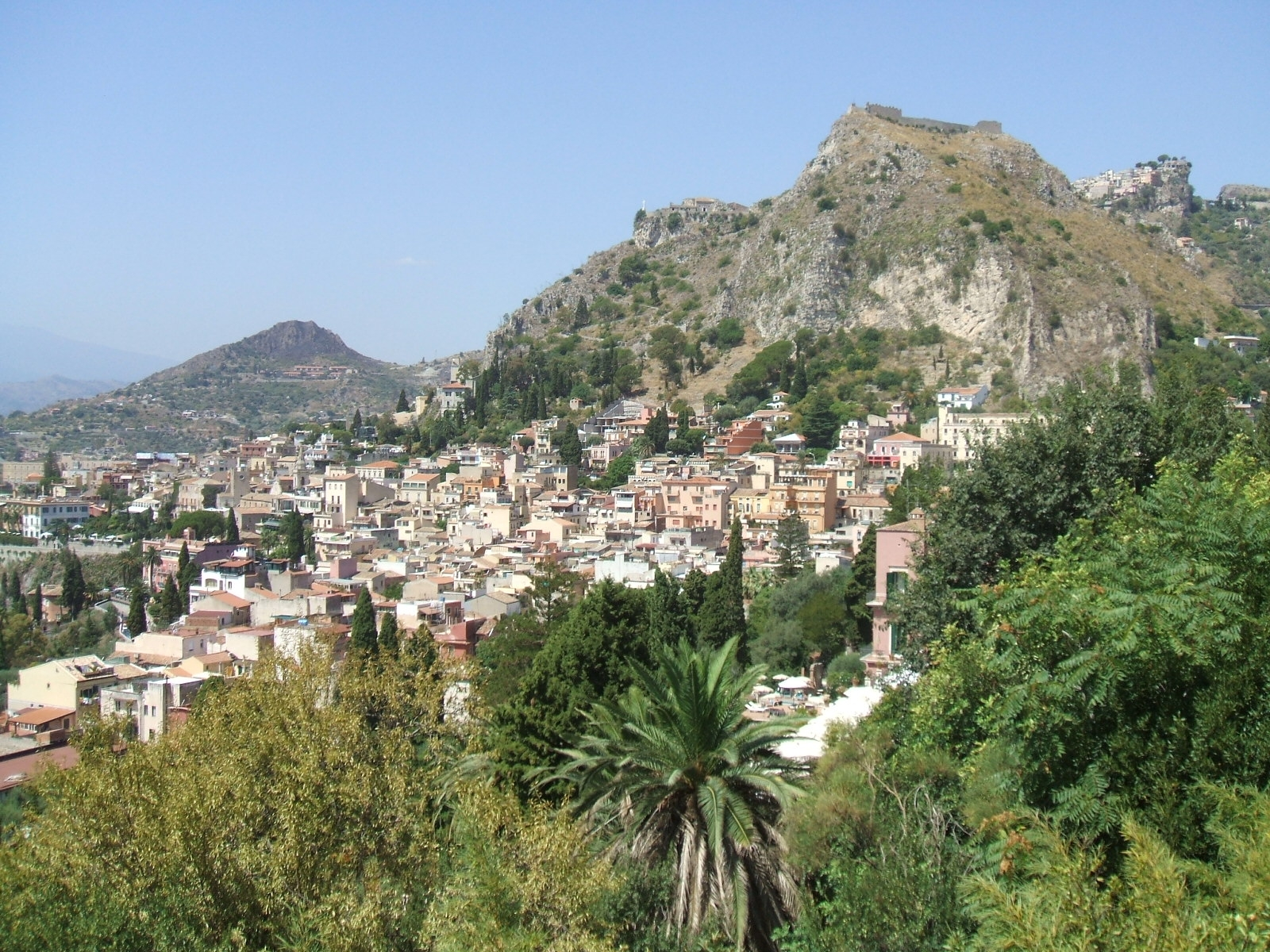
Taormina met zicht op de Moorse vesting

Het jaar 902 is het 2e jaar in de 10e eeuw volgens de christelijke jaartelling.

## Gebeurtenissen

### Europa
- Koning Berengarius I verslaat zijn rivaal Lodewijk III ("de Blinde"). Lodewijk wordt afgezet als heerser van Italië en gedwongen terug te keren naar Provence.
- Herbert II volgt zijn vader Herbert I op als graaf van Vermandois (huidige Hauts-de-France). Hij wordt een van de machtigste edelen van het West-Frankische Rijk.

### Arabische Rijk
- Zomer - De Arabieren landen met een expeditieleger bij Trapani en behalen bij Giardini een beslissende overwinning op het Byzantijnse leger.
- De Arabieren veroveren Taormina, de laatste Byzantijnse vesting op Sicilië. Na bijna 75 jaar weten de Aghlabiden het eiland te veroveren.
- De Arabische vloot kan nu vrijwel ongehinderd de Middellandse en de Egeïsche Zee doorkruisen en de kuststeden plunderen.[1]
- Winter - De Balearen (Spaanse eilandengroep) worden door de Arabieren veroverd en ingelijfd door het emiraat Córdoba.

## Overleden
- Anscarius van Ivrea, Lombardisch edelman